# Synolcus amnoni
Synolcus amnoni là một loài ruồi trong họ Asilidae. Synolcus amnoni được Londt miêu tả năm 1990. Loài này phân bố ở vùng nhiệt đới châu Phi.